# Albert Paulsen
Albert Paulsen est un acteur équatorien né le 13 décembre 1925 à Guayaquil (Équateur), de parents norvégiens, sous le nom d'Albert Paulson. Il meurt le 25 avril 2004 à Los Angeles.
Il a principalement officié dans les séries télévisées dans les rôles de « méchants ». On lui doit de très nombreuses apparitions dans les plus célèbres d'entre elles comme Mission impossible (5 apparitions), Columbo (1 apparition) ou encore Les Incorruptibles.

## Filmographie

### Cinéma
- 1962 : L'Ange de la violence (All Fall Down) de John Frankenheimer : Captain Ramirez (as Albert Paulson)
- 1962 : Un Crime dans la tête (The Manchurian Candidate) de John Frankenheimer : Zilkov
- 1966 : The Three Sisters de Paul Bogart : Kulygin. Fyodor Illich
- 1967 : Peter Gunn, détective spécial (Gunn) de Blake Edwards : Nick Fusco
- 1971 : Mrs. Pollifax-Spy (en) de Leslie H. Martinson : Perdido
- 1973 : Le Flic ricanant (The Laughing Policeman) de Stuart Rosenberg : Camerero
- 1976 : Meurtre pour un homme seul (The Next Man) de Richard C. Sarafian : Hamid
- 1978 : The Gypsy Warriors de Lou Antonio (téléfilm) : SS Colonel Schlager
- 1981 : L'Œil du témoin (Eyewitness) de Peter Yates : Mr. Sokolow
- 1986 : Dikiy veter de Valeriu Jereghi et Aleksandar Petkovic : Maj. Ted Kegan

### Télévision

#### Téléfilms
- Memorandum for a Spy, de Stuart Rosenberg, (1965) : Avatin
- Carola, de Norman Lloyd, (1973) : le colonel Kroll
- The Missiles of October, d'Anthony Page, (1974)
- La Recherche des dieux, (1975) : Tarkanian
- One of Our Own (en), de Richard C. Sarafian, (1975) :  Dr Janos Varga
- Louis Armstrong - Chicago Style, de Lee Philips,  (1976) : The Man
- McNamara's Band, de Roger Duchowny (1977) : General Zimhoff
- The Girl Who Saved the World, (1979) : Anthony Korf
- Side Show, de Roy Del Ruth, (1981) : Scholl

#### Séries télévisées
- Les Incorruptibles, (1962) : Max Zehner
- Combat !, (1962-1966) : 
  - Forgotten Front (1962), Dorfmann
  - Escape to Nowhere (1962), Gén. Von Strelitz
  - The Pillbox (1964), Dorfmann
  - Retribution (1966), Col. Bruener
- Des agents très spéciaux, (1964-1968)
  - The Terbuf Affair (1964), Major Vicek
  - Les maîtres du monde (The Seven Wonders of the World Affair) : Parties I et II (1968), Dr Kurt Erikson
- Les Espions, (1965), Ramon
- Mission impossible, (1966-1970)
  - Mémoire (Memory) (1966), Joseph Baresh
  - Les Survivants (The Survivors) (1967), Eric Stavak
  - Le Marché (The Bargain) (1968), General Ernesto Neyron
  - Orphée (Orpheus) (1970), Eric Bergman
  - Double Jeu (Squeeze Play) (1970), Albert Zembra
- Hawaï police d'État, (1969-1980)
  - L'Ours en peluche (Just Lucky, I Guess) (1969), Charley Bombay
  - L'Affaire de Guarnerius (The Guarnerius Caper) (1970), Josef Sarpa
  - Neuf, dix morts (Nine, Ten -- You're Dead) (1971), Edmonds
  - Question d'ombres (Clash of Shadows (1980)), Adrian Cassell/Emil Klaus
- Starsky et Hutch, (1975), Tom Lockly
- 1978 : Columbo : Des sourires et des armes (The Conspirators) (Série TV) : Vincent Pauley
- Quincy, (1981-1982)
  - Dear Mummy (1981), M. Stikler
  - The Last of Leadbottom (1982), Contre-amiral Burgess S. MacKenzie
- K 2000, (1985)
  - Le 19e Trou (The Nineteenth Hole) (1985) Episode TV .... M. C